# Барановский вулкан (Приморский край)
Барановский вулкан — потухший вулкан в Приморском крае. Находится примерно в 100 км севернее города Владивостока. Через жерло вулкана протекает река Раздольная (Суйфун).
Возраст вулкана насчитывает несколько миллионов лет.
Кратер практически разрушился. Наиболее сохранившаяся часть кратера — западная, с которой открывается красивый вид на бассейн Раздольной реки. Самая высокая часть вулкана — западная часть кратера, высота составляет около 160 м. По срезу кратера, который хорошо просматриваем с внутренней части жерла, можно рассмотреть горные породы, из которых он состоит.

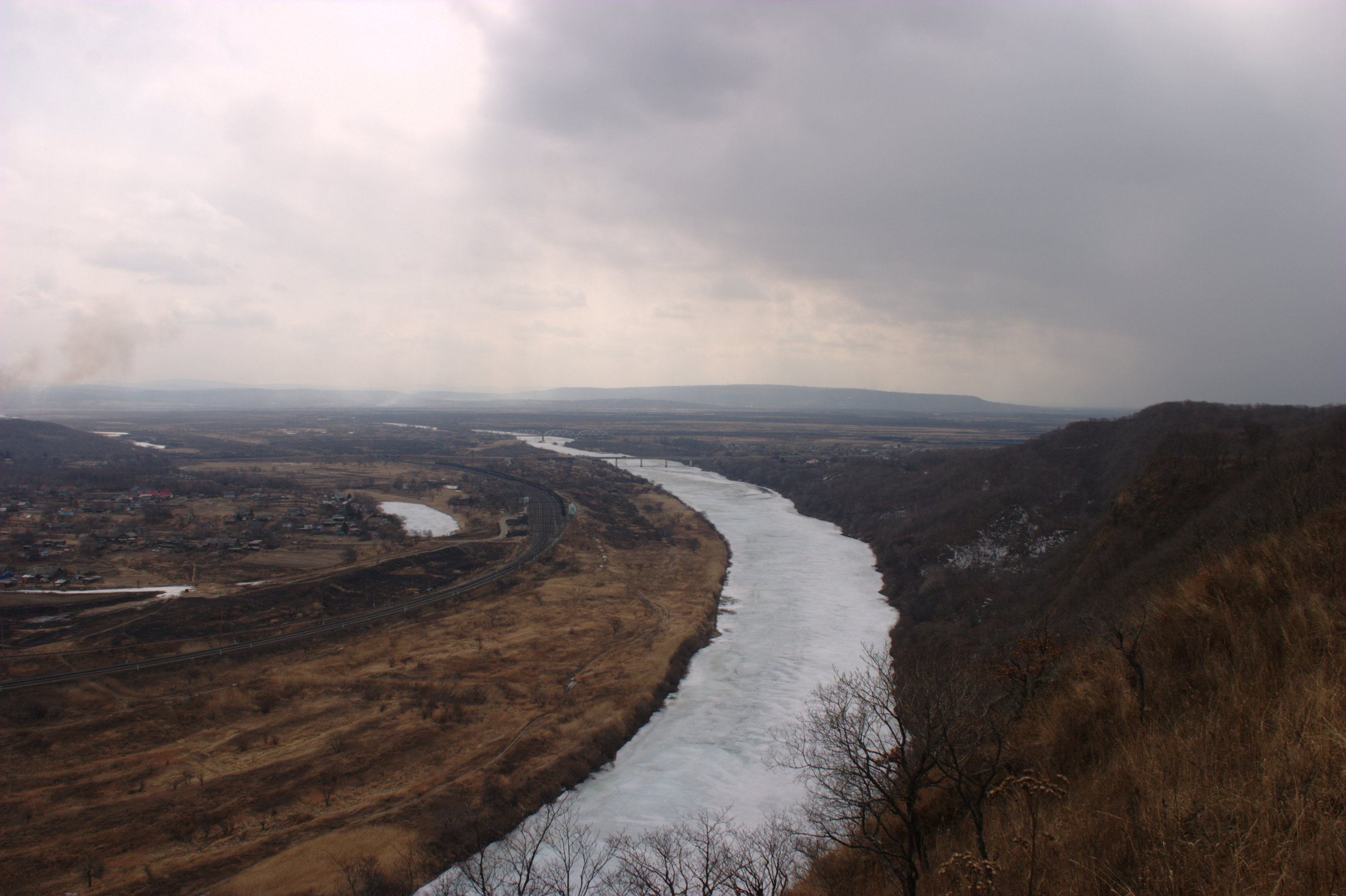
Вид на Раздольную реку с западной части кратера
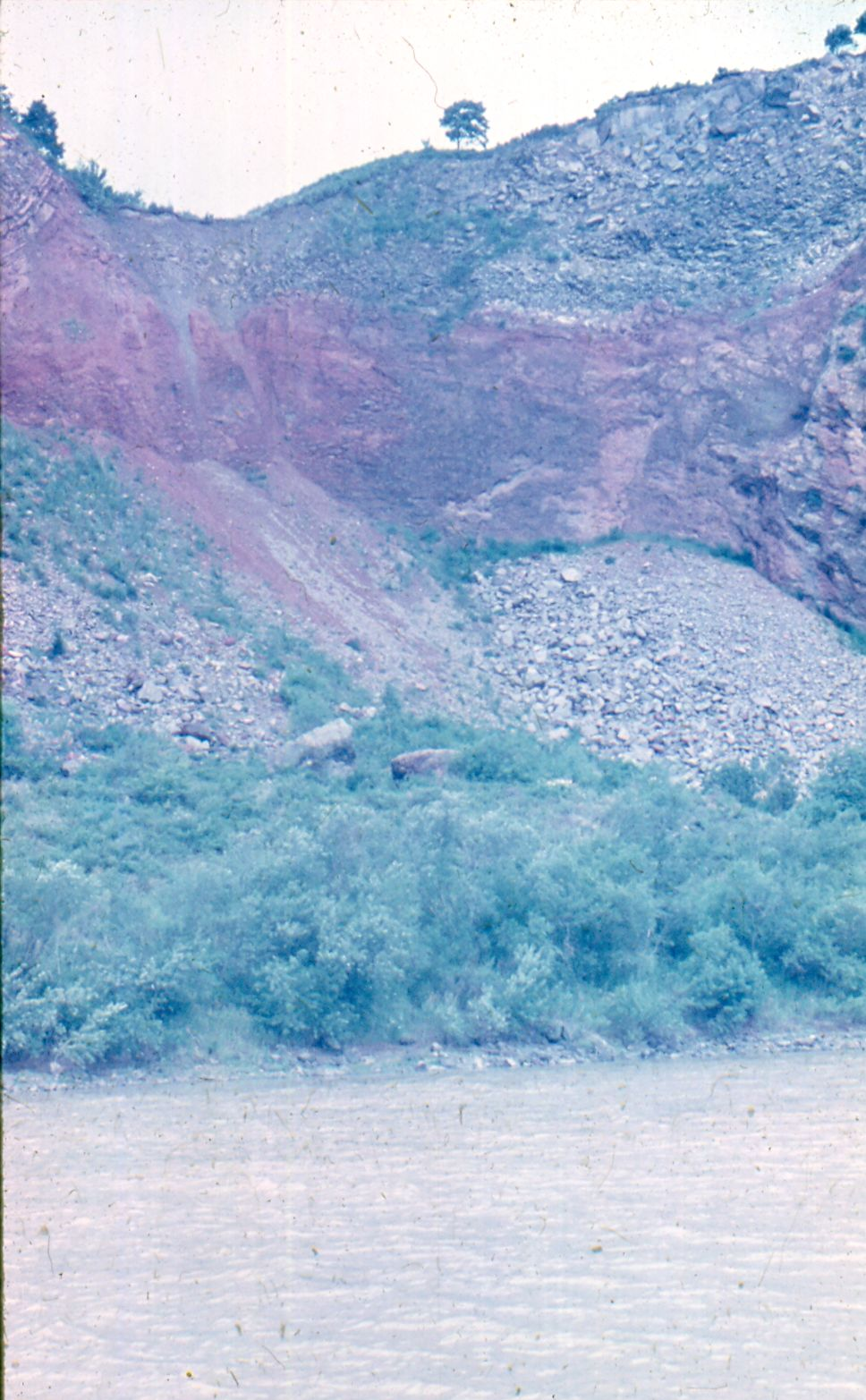
Вид на каменную осыпь с левого берега реки Раздольная, фотография сделана в 1983 году.
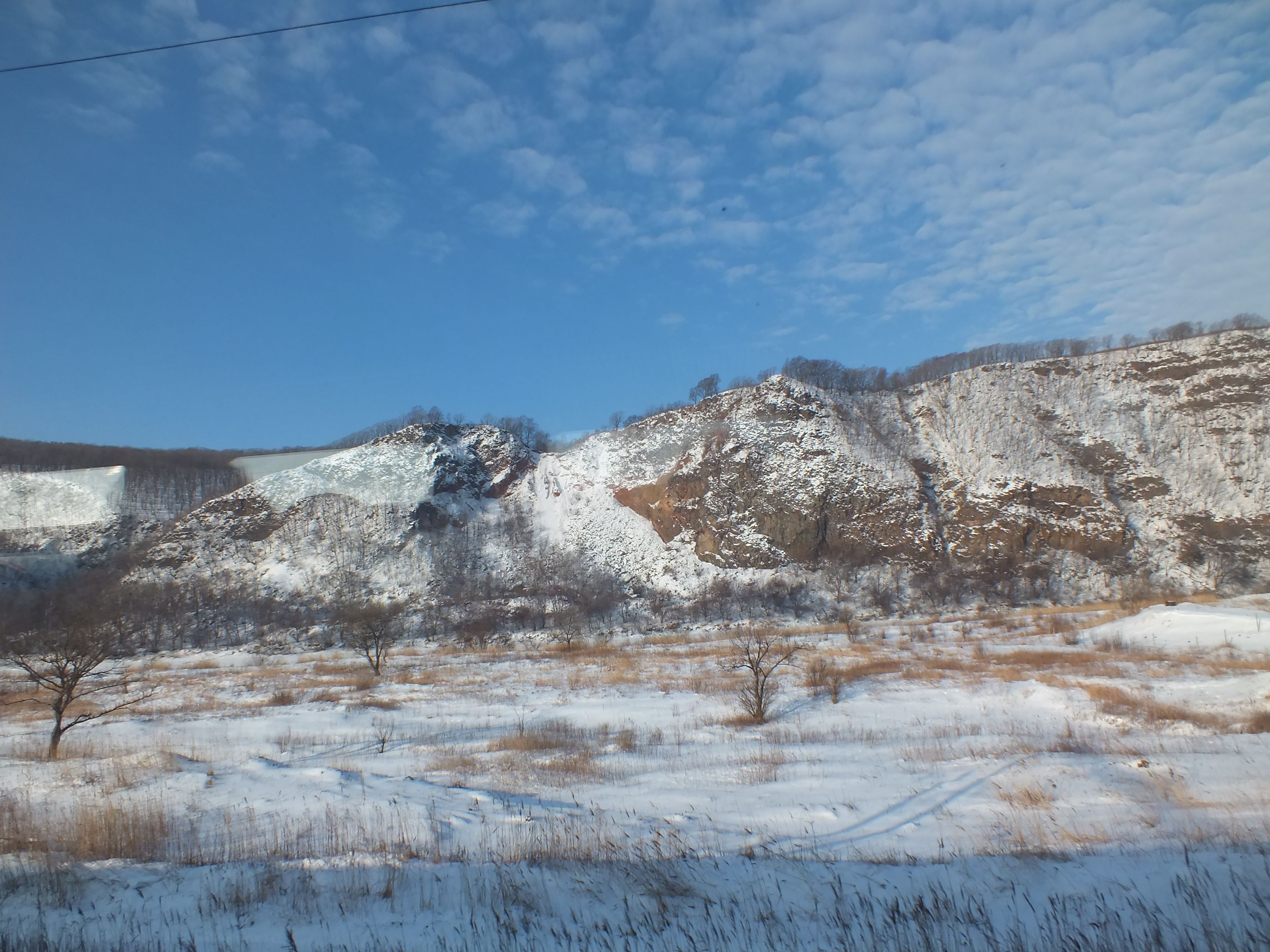
Вид на Барановский вулкан зимой из окна поезда.